# 正气大侠
正气大侠（日语：ジャンケンマン）是1991年4月4日 - 1992年3月26日在東京電視台系毎週四18:30 - 19:00放送的动画，全51話。

## 介绍
讲的是正气村里正气大侠与剪子人、石头兄和布头弟代表正派与反派“坏小子”作战。正气大侠的女友爱子在一些时候会帮助他。反派的“坏小子”经常发明东西和正气大侠作对。

## 登場人物
正气大侠
配音：折笠愛（日本）
爱子
配音：水谷优子（日本）
石头兄
配音：矢岛晶子（日本）
剪子人
配音：三石琴乃（日本）
布头弟
配音：佐藤智惠（日本）
坏小子
配音：矢尾一树（日本）
乌鲁伦
配音：横山智佐（日本）
小黑鸟
配音：黑濑浩二（日本）